# Akira Yoshizawa
Akira Yoshizawa (吉澤 章 Yoshizawa Akira; n. 14 martie 1911, Kaminokawa, Prefectura Tochigi – d. 14 martie 2005) a fost un origamist, considerat a fi Maestru de origami. Conform estimărilor sale din 1989, a creat mai mult de 50.000 de modele, din care doar câteva sute de modele au apărut în cele 18 cărți ale lui. Yoshizawa a acționat ca un ambasador cultural internațional pentru Japonia de-a lungul carierei sale. În 1983, împăratul japonez Hirohito i-a acordat Ordinul Soarelui Răsare, una din cele mai mari distincții care poate fi acordată pentru un cetățean japonez.